# Alf Harbitz
Alf Harbitz, född 1 januari 1880, död 23 december 1964, var en norsk författare.
Alf Harbitz medarbetade i en rad tidningar, bland annat Verdens Gang 1914–1917, Aftenposten 1918–1919 och Morgenbladet 1920–1931, och var från 1931 anställd i Gyldendal Norsk Forlag. Han var verksam som litteraturkritiker och kåsör i konservativ anda. Harbitz uppträdde även som skönlitterär författare, med dikter, romaner, noveller och skådespel, bland annat Vennerne (1923), Bundet (1930), Blod og blekk (1934), Tre komedie om kunst, kapital og kjærlighet (1946). Boken om de menneskelige svakheter (1922) och Motgift (1927) innehåller "epistlar".